# Сатаев, Акан Каргамбаевич
Акан Каргамбаевич Сатаев (каз. Сатаев, Ақан Қарғамбайұлы, род. 23 декабря 1971 года, Караганда, Казахстан) — казахстанский кинорежиссёр,актёр, сценарист и продюсер. Основатель киностудии SataiFilm. Президент АО «Казахфильм» (7 июля 2020 года — 27 сентября 2022).
Заслуженный деятель Казахстана (2013), лауреат Государственной премии Республики Казахстан (2018).

## Биография
Окончил в 1994 году факультет кино и телевидения Казахской национальной академии искусств имени Т. К. Жургенова.
Происходит из рода канжыгалы племени аргын.
Отец: Сатаев, Каргамбай Рахимжанович (1938—2013) народный артист Казахской ССР, актёр театра и кино.
Мать: Абылаева, Асия Бозаевна (1938—2015), актриса театра, Народная артистка Казахской ССР.
Во время учёбы в Академии снялся в главной роли студента Азата в фильме Калдыбая Абенова «Аллажар» о декабрьских событиях в Алма-Ате 1986 года. После окончания академии снимался в различных художественных фильмах. В то же время начал работать в качестве режиссёра и продюсера рекламных роликов.
В 2003 году основал киностудию Sataifilm. Киностудия сняла более 300-от рекламных роликов.
По итогам 2014 года народным голосованием был признан лучшим деятелем киноиндустрии Казахстана, став лауреатом Национальной Премии «Народный любимец года».
В 2016 году основал фонд Astana Film Found, целью которого является поддержка казахстанских молодых режиссёров и массовый выпуск малобюджетного авторского кино. За 2016 год снял два полнометражных фильма: «Районы», криминальную драму о жизни подростков в СССР, и «Дорога к матери» — историческую драму, рассказывающую о периоде коллективизации, Великой Отечественной войне и послевоенных годах в Казахстане.
7 июля 2020 года — 27 сентября 2022 год назначен президентом АО «Казахфильм».

## Семья
- Первый брак (с 1994 по 2020)  — Назира Бакаева (род. 1973), актриса, продюсер, сценарист, исполнившая роль Айгерим в фильме Каныбека Касымбекова «Прощаться не хочу» (1992). В ноябре 2020 года после 26 лет брака и рождения пятерых детей, супруги объявили о разводе. Дети:
  - Сын: Азат Сатаев (род. 10 июля 1996).
  - Дочь: Марйам Сатай (род. 28 мая 1999), актриса и каскадёр, участница международной группы профессиональных каскадёров Nomad Stunts. С 2020 года замужем за Ерболатом Абдирбеком — также каскадёром группы Nomad Stunts. У супругов двое детей:
    - Внучка: Иман (род. 25 февраля 2022).
    - Внук: Иса (род. 6 января 2025).

  - Дочь: Айиша Сатай (род. 3 ноября 2001).
  - Дочь: Хадиджа Сатай (род. 30 ноября 2008).
  - Сын: Ильяс Сатай (род. 29 июля 2011), родился в последний съёмочный день фильма «Войско Мын Бала», во время съёмки сцены сбора шанырака.

## Фильмография
| Год  |   | Русское название  | Оригинальное название | Роль                                                       |
| ---- | - | ----------------- | --------------------- | ---------------------------------------------------------- |
| 1996 | ф | Аллажар           | Аллажар               | студент Азат (главная роль), прототип — Кайрат Рыскулбеков |
| 2007 | ф | Рэкетир           | Рэкетир               | режиссёр, продюсер, актёр (рефери)                         |
| 2009 | ф | Заблудившийся     | Адасқандар            | режиссёр, продюсер                                         |
| 2009 | ф | Братья            | Ағайынды              | режиссёр                                                   |
| 2011 | ф | Ликвидатор        | Ликвидатор            | режиссёр                                                   |
| 2011 | ф | Айналайын         | Айналайын             | продюсер                                                   |
| 2012 | ф | Войско Мын Бала   | Жаужүрек мың бала     | режиссёр                                                   |
| 2014 | ф | Бауыржан Момышулы | Бауыржан Момышұлы     | режиссёр                                                   |
| 2015 | ф | Рэкетир 2         | Рэкетир 2             | режиссёр                                                   |
| 2015 | ф | Хакер             | Хакер                 | режиссёр, сценарист                                        |
| 2015 | ф | Блогер            | Блогер                | режиссёр                                                   |
| 2016 | ф | Дорога к матери   | Анаға апарар жол      | режиссёр                                                   |
| 2016 | ф | Районы            | Районы                | режиссёр                                                   |
| 2018 | ф | Бизнесмены        | Бизнесмены            | режиссёр, актёр (режиссёр рекламного ролика)               |
| 2019 | ф | Томирис           | Томирис               | режиссёр                                                   |
| 2021 | ф | Боксёр            | Боксёр                | режиссёр                                                   |
| 2022 | ф | Ұлы Дала Таңы     | Ұлы Дала Таңы         | режиссёр                                                   |
| 2025 | ф | Рэкетир 3         | Рэкетир 3             | режиссёр                                                   |

## Награды
- Указом Президента Республики Казахстан от 10 декабря 2013 года награждён почётным звания Заслуженный деятель Казахстана (каз. Қазақстанның еңбек сіңірген қайраткері).
- Почётный знак «За заслуги в развитии культуры и искусства» (19 мая 2016 года, Межпарламентская ассамблея СНГ) — за значительный вклад в формирование и развитие общего культурного пространства государств — участников Содружества Независимых Государств, в реализацию идей сотрудничества в сфере культуры и искусства[10]
- Почётная грамота Совета МПА СНГ (13 октября 2017 года, Межпарламентская ассамблея СНГ) — за активное участие в деятельности Межпарламентской  Ассамблеи и её органов, вклад в укрепление дружбы между народами государств — участников Содружества Независимых Государств[11]
- Лауреат Национальной премии Союза кинематографистов Казахстана «Кулагер» (2012)
- Лауреат Государственной премии Республики Казахстана в области литературы и искусства за полнометражный художественный фильм «Анаға апарар жол» (2018)[12]
- Неоднократный обладатель премии «Алтын Жулдыз».
- По итогам 2014 года — народным голосованием был признан лучшим деятелем киноиндустрии Казахстана, став лауреатом Национальной Премии «Народный любимец года».

- 2019 (24 октября) — Премия People Awards «Режиссер года»[13];
- Указом Президента Республики Казахстан от 29 ноября 2019 года награждён орденом «Курмет».[14]
- Медаль «30 лет независимости Республики Казахстан» (2021);
- Медаль «За заслуги» (Еңбегі үшін) от акимата города Алматы (2021);